# Lasse Paakkonen
Lasse Paakkonen (* 8. Juli 1986 in Raahe) ist ein ehemaliger finnischer Skilangläufer.

## Karriere
Paakkonen nahm von 2004 bis 2018 an Wettbewerben der Fédération Internationale de Ski teil. Bis 2008 trat er vorwiegend bei FIS-Rennen und beim Scandinavian Cup an. Sein erstes Weltcuprennen lief er im November 2008 in Kuusamo, welches er mit dem 45. Platz im Sprint beendete. Im Januar 2009 holte er in Rybinsk mit dem 20 Rang im Sprint seine ersten Weltcuppunkte. In der Saison 2009/10 gewann er bei sieben von acht teilgenommenen Rennen Weltcuppunkte. Im März 2010 erreichte er in Oslo mit dem achten Platz im Sprint seine beste Platzierung bei einem Weltcupeinzelrennen. Die Saison beendete er auf dem 70. Platz in der Weltcupgesamtwertung und dem 28. Platz in der Sprintwertung. Bei den Olympischen Winterspielen 2010 in Vancouver errang er zusammen mit Ville Nousiainen den 10. Rang im Teamsprint. In der nachfolgenden Saison konnte er nur bei einem Weltcuprennen Punkte holen. Er nahm darauf wieder vorwiegend am Scandinavian Cup teil. Letztmals im Weltcup startete er im November 2016 in Ruka, wobei er den 23. Platz im Sprint errang.

## Weltcup-Statistik
Die Tabelle zeigt die erreichten Platzierungen im Einzelnen.
- 1.–3. Platz: Anzahl der Podiumsplatzierungen
- Top 10: Anzahl der Platzierungen unter den ersten zehn
- Punkteränge: Anzahl der Platzierungen innerhalb der Punkteränge
- Starts: Anzahl gelaufener Rennen in der jeweiligen Disziplin
- Hinweis: Bei den Distanzrennen erfolgt die Einordnung gemäß FIS.

| Platzierung         | Distanzrennen a | Distanzrennen a | Distanzrennen a | Distanzrennen a | Distanzrennen a | Skiathlon Verfolgung | Sprint | Etappen- rennen b | Gesamt | Team   | Team    |
| Platzierung         | ≤ 5 km          | ≤ 10 km         | ≤ 15 km         | ≤ 30 km         | > 30 km         | Skiathlon Verfolgung | Sprint | Etappen- rennen b | Gesamt | Sprint | Staffel |
| ------------------- | --------------- | --------------- | --------------- | --------------- | --------------- | -------------------- | ------ | ----------------- | ------ | ------ | ------- |
| 1. Platz            |                 |                 |                 |                 |                 |                      |        |                   |        |        |         |
| 2. Platz            |                 |                 |                 |                 |                 |                      |        |                   |        |        |         |
| 3. Platz            |                 |                 |                 |                 |                 |                      |        |                   |        |        |         |
| Top 10              |                 |                 |                 |                 |                 |                      | 2      |                   | 2      | 1      |         |
| Punkteränge         |                 |                 |                 |                 |                 |                      | 16     |                   | 16     | 5      | 1       |
| Starts              |                 | 3               | 2               | 1               |                 | 2                    | 33     | 1                 | 42     | 5      | 1       |
| Stand: Karriereende |                 |                 |                 |                 |                 |                      |        |                   |        |        |         |